# Unipol
Unipol Assicurazioni S.p.A. è una società finanziaria italiana, operante nei settori assicurativo, bancario, immobiliare e alberghiero.
Le azioni ordinarie della società sono quotate alla Borsa Italiana dal 1990 e presenti nel FTSE MIB. Principali azionisti del Gruppo sono alcune imprese espressione del movimento cooperativo italiano. Unipol conta circa 12 000 dipendenti e serve circa 16,8 milioni di clienti. 
L'azienda è tra le principali in Europa nei servizi assicurativi, in particolare nell'RC auto. Al 31 dicembre 2023 il gruppo conta su una raccolta diretta assicurativa pari a 15,1 miliardi di euro, di cui 8,7 miliardi nei Rami Danni e 6,4 miliardi nei Rami Vita. Presidente del gruppo è Carlo Cimbri, mentre Matteo Laterza ricopre la carica di Amministratore Delegato e Direttore Generale. 
È tra le maggiori aziende italiane per fatturato.
Dal 1º gennaio 2025, ha integrato la controllata UnipolSai, modificando la propria denominazione da Unipol Gruppo S.p.A.

## Storia

### Da Unipol a Gruppo Unipol
- 1963 - Prendono avvio le attività di Unipol - già autorizzata ma non ancora esercitante - il cui controllo passa dalla casa automobilistica Lancia alla Federcoop di Bologna che la rileva insieme a un ampio gruppo di cooperative bolognesi ed emiliane. Già l'anno precedente, Giulio Cerreti, allora Presidente della Lega delle Cooperative, e i maggiori dirigenti della Lega Nazionale e della Federcoop avevano deciso di riunire in un'unica struttura il portafoglio assicurativo che le cooperative avevano distribuito in varie compagnie assicurative: la proposta di acquistare Unipol si presentava dunque come l'occasione perfetta per mettere in atto questo piano. Nel giro di pochi mesi dall'acquisizione vengono attivate varie agenzie nel centro-nord Italia che danno il via effettivo alla storia della Compagnia; il marchio proviene dallo slogan "Unica Polizza" e cioè la garanzia RCA (allora non ancora obbligatoria) che avrebbe dovuto essere offerta come prestigioso omaggio agli acquirenti di vetture Lancia.
- 1965 - La raccolta premi raggiunge il valore di un miliardo e ottocentonovantotto milioni di lire. In un contesto di forte crescita della concorrenza, diviene necessario stringere alleanze. Unipol decide di partecipare all’ACME (Association des Coopérative et Mutuelles Européennes) e all’ICMIF (International Cooperative and Mutal Insurance Federation), collocandosi così all’interno del movimento mutualistico e cooperativo internazionale.
- 1970 - La continua crescita porta Unipol al 26º posto nella graduatoria delle maggiori assicurazioni italiane.
- 1971 - Si presenta per la Compagnia un anno difficile: lo sviluppo molto rapido procura una crisi di crescita che vede l’impresa sottocapitalizzata, con costi di gestione superiori alla media e un gruppo dirigente in oggettiva difficoltà nell’ottimizzare la gestione aziendale. In tale momento si rivela vincente la strategia delle alleanze internazionali, con il contributo decisivo della Volksfuersorge (compagnia dei sindacati tedeschi), entrata nell’azionariato nel 1973. Nello stesso anno entrano i sindacati italiani CGIL e UIL. La CISL entrerà nel 1975.
- 1974 - Nascono i Consigli Regionali Unipol (CRU), strumenti di partecipazione tra l'azienda e le sue Organizzazioni Socie (Legacoop, CGIL, CISL, UIL, CNA, CIA, Confesercenti).

Nella prima metà degli anni Ottanta Unipol Assicurazioni entra a far parte dei primi dieci gruppi assicurativi italiani.
Nel tempo, Unipol è andata sviluppando un proprio modello, mantenendo un equilibrio tra i principi cooperativi e le leggi di mercato: una “cooperativa di secondo grado”, che ha trovato nella quotazione in Borsa una risposta all'esigenza di dotarsi di mezzi patrimoniali adeguati a fronteggiare i propri progetti di investimento.
- 1986 - Sono state quotate le azioni privilegiate e nel 1990 quelle ordinarie.[5]
- 1989 - Uscita dall'azionariato la Volksfuersorge, Unipols sviluppa una rete di alleanze societarie con alcune delle maggiori compagnie di assicurazioni-mutue europee[6] (le francesi Macif e Maif, la belga P&V, la svedese Folksam, le tedesche R+V e HUK-Coburg). Nello stesso anno, Unipol dà vita alla Fondazione Cesar (Centro Europeo di Ricerca dell'Economia Sociale e delle Assicurazioni), oggi Unipolis, la Fondazione d'impresa del Gruppo Unipol.

Negli anni Novanta il management aziendale è coinvolto in un processo di profondo rinnovamento generazionale: nel 1996 Enea Mazzoli va a ricoprire la carica di Presidente Onorario, mentre Giovanni Consorte e Ivano Sacchetti vanno a ricoprire la carica di Amministratore Delegato. Il rinnovamento coinvolge anche altri ruoli di responsabilità, delineando la squadra a cui tocca elaborare e implementare le strategie che porteranno il Gruppo Unipol agli importanti risultati degli anni seguenti.
- 1993 - La Compagnia pubblica il suo primo Rapporto Sociale.

Il periodo successivo è stato caratterizzato da un consolidamento delle quote di mercato già raggiunte e da un ulteriore sviluppo della compagine societaria. Dai Danni l'attività si estende al ramo Vita e comincia a occuparsi di previdenza integrativa, con la gestione dei fondi pensione. Nascono anche UniSalute, specializzata nell'assicurazione sanitaria integrativa, e Linear, per proporre polizze RC auto tramite i canali diretti.

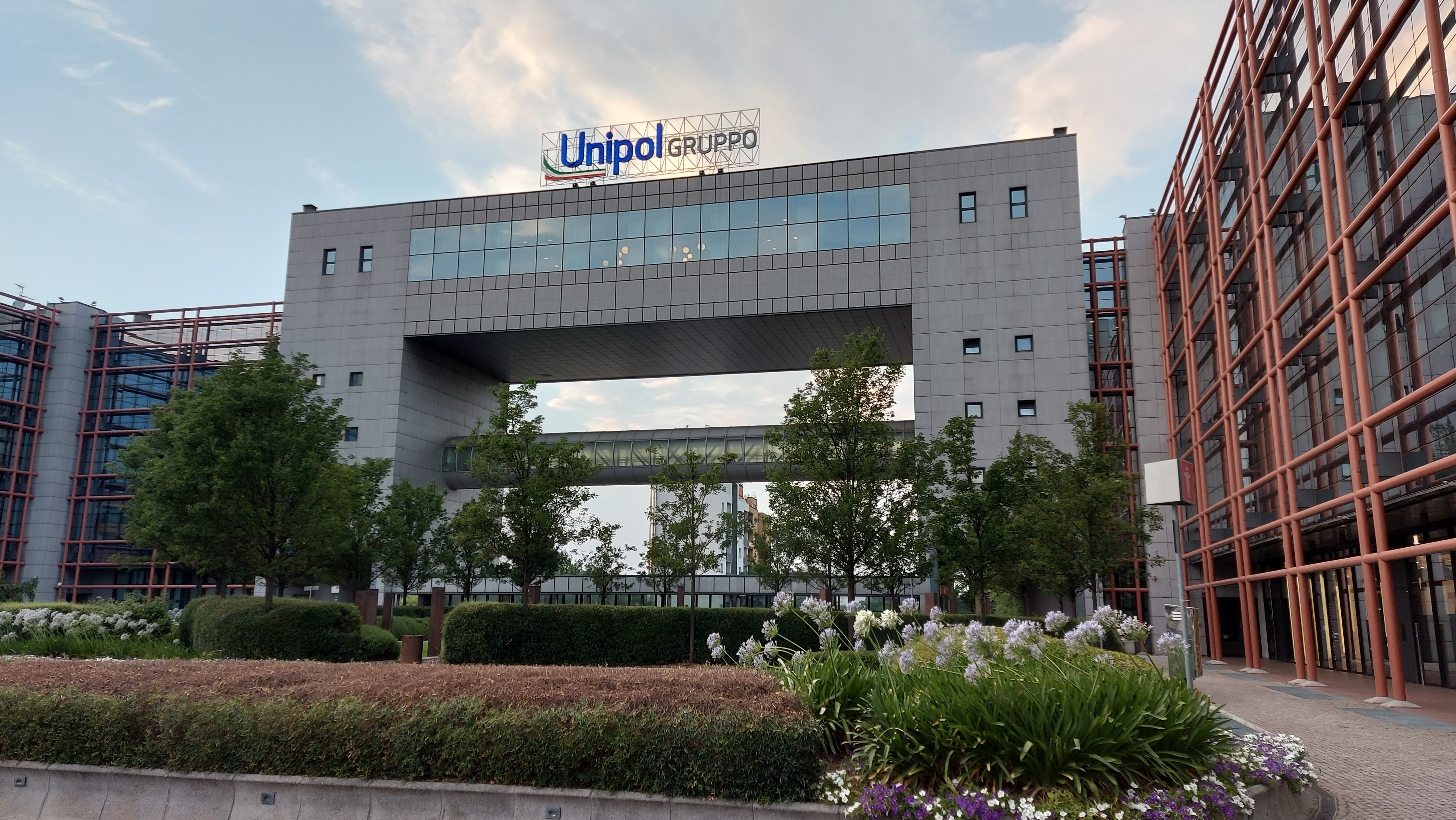
Sede centrale Unipol Gruppo a Bologna

- 1998 - Unipol acquista la Banca dell'Economia Cooperativa[8] (BANEC), rinominata Unipol Banca, che consente al Gruppo di sviluppare relazioni con il sistema bancario e dare avvio alla nuova strategia di banca-assicurazione.
- 2000 - Comincia la strategia di crescita per linee esterne, attraverso l'acquisizione sul mercato di altre Compagnie: le acquisizioni effettuate (MEIE, Aurora, Navale, BNL Vita) portano Unipol al quarto posto tra i gruppi assicurativi, con più di quattro milioni di clienti.
- 2001 - L'espansione prosegue con un accordo di collaborazione tra il Gruppo Unipol e il Gruppo Monte dei Paschi di Siena, partnership successivamente conclusa.

Torre Unipol a Bologna

- Torre Unipol a Bologna 2003 - Unipol acquisisce anche il Gruppo Winterthur Italia dal Crédit Suisse[9], rafforzando così la propria posizione nel mercato e raggiungendo il 9% della raccolta premi totale. Inoltre, dalla fusione delle Compagnie precedentemente acquisite sul mercato nasce Aurora Assicurazioni, controllata da Unipol che diventa il terzo gruppo assicurativo del mercato con il 9,6% della raccolta premi.
- 2004 - Vengono acquisite le attività italiane danni e vita del Gruppo francese Mutuelles du Mans Assurances che, attraverso il conferimento in Navale, danno vita a Navale Assicurazioni e Navale Vita.
- 2005 - Unipol tenta la scalata alla Banca Nazionale del Lavoro con l'intento di creare un gruppo bancario-assicurativo integrato. Il progetto viene tuttavia bloccato dalla Banca d'Italia.[10]
- 2006 - Il Presidente Giovanni Consorte si dimette a causa delle accuse di aggiotaggio, associazione a delinquere e appropriazione indebita a lui rivolte in occasione dello scandalo finanziario relativo alla scalata della Banca Popolare di Lodi alla Banca Antonveneta. Nel maggio 2015 Consorte sarà definitivamente assolto in Cassazione da tutte le accuse perché "il fatto non sussiste"[11]. Il 9 gennaio, il Consiglio di Amministrazione nomina Pierluigi Stefanini[12] alla Presidenza e Vanes Galanti alla Vice-presidenza, dando avvio a un cambio manageriale. Il 30 giugno Carlo Salvatori viene nominato Amministratore Delegato, ricevendo l’incarico di gestire l’intera parte operativa della società[13]. Unipol cede la propria quota di BNL al gruppo francese BNP Paribas.
- 2007 - Unipol conferisce le attività assicurative in UGF Assicurazioni e si trasforma in holding, assumendo la denominazione di Unipol Gruppo Finanziario S.p.A[14]. Negli anni successivi Unipol Assicurazioni incorpora Aurora Assicurazioni completando il riassetto del polo assicurativo del Gruppo con la nascita di UGF Assicurazioni. Si rafforza inoltre la partnership con BNP Paribas nel settore bancassicurativo, che comprende la distribuzione in esclusiva dei prodotti BNL Vita attraverso gli sportelli BNL[15].
- 2010 - Il 30 aprile Carlo Cimbri viene nominato Amministratore Delegato. Unipol porta a compimento l’integrazione di Navale Assicurazioni[16] e acquista anche il controllo delle attività della compagnia Arca, joint venture con alcune primarie Banche popolari. Dal 1º gennaio 2011, Navale Vita prende il nome di Linear Life, compagnia attiva nella vendita diretta di polizze Vita.
- 2011 - Un intervento di rebranding ridisegna la brand architecture del Gruppo. Il 29 settembre viene perfezionata la cessione al Gruppo BNP Paribas della partecipazione detenuta in BNL Vita[17].
- 2012 - In gennaio, Unipol raggiunge un accordo finalizzato all'acquisizione del Gruppo Fondiaria Sai[18]. A seguito dell'ottenimento del via libera di ISVAP e Antitrust, in luglio Unipol sottoscrive un aumento di capitale riservato ottenendo il controllo di Premafin[19], società controllante di Fondiaria-Sai e Milano Assicurazioni. Unipol diviene così il secondo maggior operatore del mercato assicurativo italiano.
- 2013 - In conformità al nuovo piano industriale e in seguito all'ottenimento dell'autorizzazione IVASS, prende avvio il progetto di fusione per incorporazione di Premafin, Milano Assicurazioni e Unipol Assicurazioni in Fondiaria-SAI, rinominata UnipolSai Assicurazioni.
- 2014 - UnipolSai, operativa dal 1º gennaio, è quotata in Borsa[20] (le sue azioni fanno parte dell'indice FTSE MIB) ed è controllata da Unipol Gruppo S.p.A., anch'essa quotata e sotto la quale rimangono le partecipazioni in Unipol Banca, Linear, UniSalute e gli asset bancassicurativi.
- 2016 - Il Gruppo Unipol presenta il piano industriale al 2018 incentrato sull’innovazione e sull’efficienza, con l’obiettivo di realizzare nel triennio 2016-2018 un utile netto cumulato tra 1,5 e 1,7 miliardi di euro e rafforzare la posizione di leadership del Gruppo sul mercato assicurativo italiano[21].
- 2017 - In data 29 giugno il Consiglio di Amministrazione di Unipol Gruppo approva un progetto che mira alla razionalizzazione del comparto assicurativo del Gruppo attraverso la cessione a UnipolSai delle partecipazioni detenute da Unipol in Unisalute e Linear S.p.A. Il Consiglio di Amministrazione di Unipol approva inoltre un piano di ristrutturazione del comparto bancario del Gruppo, che prevede il trasferimento, mediante scissione parziale proporzionale di Unipol Banca, in favore di una società di nuova costituzione, di un compendio aziendale comprensivo, inter alia, di un portafoglio di crediti in sofferenza della Banca, al lordo dei fondi rettificativi, per un ammontare di circa Euro 3 miliardi[22].
- 2018 - Viene perfezionata la cessione a Banco BPM S.p.A. dell’intera partecipazione posseduta da UnipolSai Assicurazioni S.p.A. in Popolare Vita S.p.A., pari n. 21.960.001 azioni, per un importo di Euro 535,5 milioni di Euro[23]. Con l’acquisto del 5,2% di Bper Banca attraverso una procedura di reverse accelerated bookbuilding, il Gruppo Unipol sale al 15% dell’istituto bancario diventandone il primo azionista. Nei mesi successivi Unipol arrotonda ulteriormente la partecipazione fino al 19,9%[24].
- 2019 - Il Consiglio di Amministrazione di Unipol approva il Piano Strategico per il triennio 2019-2021 “MISSION EVOLVE – Always one step ahead” con il quale il Gruppo intende rafforzare il proprio primato in Italia nell’assicurazione Danni in termini di portafoglio clienti, quota di mercato, rete distributiva e per numero di scatole nere installate (leader in Europa) estendendo la leadership agli ecosistemi Mobility, Welfare e Property. Nel Piano, il Gruppo prevede un utile cumulato nel triennio a 2 miliardi di euro e cedole complessive per 600 milioni di euro[25]. Unipol Gruppo cede per 220 milioni di euro il controllo di Unipol Banca a BPER Banca, di cui è socio di maggioranza relativa con una quota del 15%. L’operazione prevede il passaggio di 258 sportelli e di 2.200 dipendenti di Unipol Banca sotto le insegne di BPER Banca. Contestualmente UnipolReC (società del Gruppo Unipol dedicata alla gestione dei crediti non performing) acquisisce due distinti portafogli costituiti da sofferenze, uno di titolarità di BPER Banca e uno di Banco di Sardegna) per un valore lordo di libro pari a 1,3 miliardi a fronte di un corrispettivo in denaro di 130 milioni di euro, pari a circa il 10% del valore lordo[26].
- 2020 - In riferimento alle operazioni straordinarie che prevedono la promozione da parte di Intesa Sanpaolo di un’offerta pubblica di scambio volontaria e non concordata sulla totalità delle azioni di UBI Banca e l’acquisizione da parte di BPER Banca, conclusasi positivamente l’OPS, di un ramo d’azienda composto da filiali bancarie e da attività, passività e rapporti giuridici ad esse riferibili, UnipolSai Assicurazioni S.p.A. ha sottoscritto con Intesa un accordo per la successiva acquisizione, direttamente o per il tramite di società controllata, di rami d’azienda riferibili a una o più compagnie assicurative attualmente partecipate da UBI Banca (BancAssurance Popolari S.p.A., Lombarda Vita S.p.A. e Aviva Vita S.p.A.), composti dalle polizze assicurative vita stipulate con i clienti del Ramo Bancario e da attività, passività e rapporti giuridici ad esse relativi[27]. In aprile il Gruppo Unipol stanzia, attraverso UnipolSai Assicurazioni, 20 milioni di euro destinati a fronteggiare l’emergenza Coronavirus da Covid-19 nelle aree più colpite d'Italia[28].
- 2021 - In seguito a una serie di acquisti effettuati sul mercato e a una procedura di reverse accelerated bookbuilding, il Gruppo Unipol – attraverso la controllata UnipolSai – sale al 9,01%[29] di Banca Popolare di Sondrio, diventandone il primo azionista.
- 2022 - Carlo Cimbri diventa il nuovo Presidente di Unipol e UnipolSai[30]
- 2023 - Unipol Gruppo S.p.A. raggiunge una partecipazione del 19,7% circa nel capitale di Banca Popolare di Sondrio S.p.A., in seguito all’acquisizione del 10,2% del capitale sociale della stessa Banca. L’operazione avviene attraverso una procedura di reverse accelerated bookbuilding rivolta esclusivamente a investitori qualificati e investitori istituzionali esteri[31]
- 2024 - Matteo Laterza viene nominato nuovo Amministratore Delegato di Unipol[32]

### Nasce Unipol Assicurazioni S.p.A
- 2025 -  Dal 1° gennaio la società UnipolSai viene incorporata nel Gruppo Unipol, dando vita ad una nuova entità unica denominata Unipol Assicurazioni S.p.A (in breve Unipol). [33]

## Società controllate

### Settore assicurativo
- Linear Assicurazioni
- UniSalute
- SIAT
- Arca Vita
- Arca Assicurazioni
- DDOR Novi Sad

### Altro
- Gruppo UNA
- UnipolRental
- UnipolHome
- UnipolGlass
- UnipolService
- UnipolTech (società che distribuisce UnipolMove)
- UnipolAssistance
- CambioBike
- Tenute del Cerro
- Marina di Loano

### Settore finanziario
- UnipolRec

### Settore bancario
- BPER Banca (24%)
- Banca Popolare di Sondrio (19,7%)

### Pagamenti digitali
- Unipolpay

## Dati finanziari
I principali dati consolidati del Gruppo Unipol al 31 dicembre 2021:
- Utile netto consolidato: 796 milioni di euro
- Raccolta diretta assicurativa: 13,3 miliardi di euro
- 15,5 milioni di clienti

Nel 2021 il Gruppo ha mantenuto l’impegno nella sostenibilità:
- 12,4 miliardi di euro di valore distribuito di cui:
  - 8,1 miliardi di euro di indennizzi agli assicurati
  - 4,3 miliardi di euro distribuiti agli altri stakeholder
- 7 milioni di italiani (circa il 12% della popolazione) si avvalgono della protezione Welfare di Unipol
- 51,2 miliardi di euro di investimenti sottoposti a monitoraggio ESG compliant
- 862 milioni di euro di investimenti a sostegno dell’Agenda 2030, in incremento del 41% rispetto al 2020[34]

## Azionariato
Il 68,6% del capitale sociale di Unipol Assicurazioni S.p.A. è trattato sul mercato azionario della Borsa Italiana.
I maggiori azionisti al 5 novembre 2024 sono:
- Coop Alleanza 3.0 soc. coop. (23,48%)
- Holmo S.p.A.(6,735%)
- Nova Coop soc. coop. (6,815%)
- Cooperare S.p.A. 4,297%
- Coop Liguria Soc. Coop. di Consumo (3,568%)
- Coop Lombardia soc. coop. (2,644%)

## Accordi di sponsorizzazione
Il Gruppo Unipol ha sviluppato un programma di corporate sponsorship articolato in cinque importanti aree di intervento: cultura e patrimonio artistico, ambiente, ricerca scientifica e utilità sociale, sport e intrattenimento.
In particolare, nel corso degli anni, il Gruppo Unipol ha sostenuto enti, associazioni e iniziative in ambito culturale e artistico: il restauro di film storici curata dalla Fondazione Cineteca di Bologna (2014), la collaborazione con Biografilm Bologna, le mostre dedicate a Salvador Dalì (2010), a Pablo Picasso (2012) e a Van Gogh (2014) tenutesi al Palazzo Reale di Milano, la mostra “Joan Miró. La forza della materia” allestita al MUDEC (2016), teatri di prosa (l'Arena del Sole e il Teatro delle Celebrazioni di Bologna, il Teatro Stabile di Genova) e la musica lirica (La Fenice di Venezia, il Teatro Comunale di Bologna) sono alcune tra le principali iniziative.
Il Gruppo è, inoltre, Partner di Legambiente, LifeGate e Fondazione Banco Alimentare, title sponsor di Unipol Arena mentre nel 2016 UnipolSai Assicurazioni è stato, per il secondo anno consecutivo, partner ufficiale del Meeting per l'amicizia che si tiene a Rimini.
Nel 2020 il Gruppo Unipol è stato, infine, tra i sostenitori di progetti storico-culturale prodotti da Fondazione Giangiacomo Feltrinelli.
Sul fronte dello Sport il Gruppo Unipol – con il marchio UnipolSai – ha, nel corso degli anni, sponsorizzato numerose federazioni e squadre: la Federazione Italiana Nuoto, la Lega Pallavolo, la Federazione Italiana di Atletica Leggera, le squadre Virtus Pallacanestro e Fortitudo Baseball, il Team Ducati di MotoGP, l’Associazione Sportiva Briantea84 impegnata nello sviluppo dello sport delle persone diversamente abili e competizioni di livello nazionale e internazionale di pattinaggio e scherma.
Dal 2015 prendono inoltre il via la partnership con il CONI che vedono Unipol partner assoluto degli atleti azzurri, fino al 2017, e la sponsorizzazione del programma sportivo di Giovanni Soldini e del Maserati Multi70.
Dal settembre 2020 UnipolSai è title sponsor della Serie A di basket per tre stagioni.
Da luglio 2021 Unipol diventa partner e acquisisce i diritti di naming del nuovo stadio di Cagliari, che assumerà la denominazione Unipol Domus.
Nell'ottobre 2022, Unipol ha comunicato che diventerà Official Sponsor del Team Luna Rossa Prada Pirelli in occasione della 37ª America's Cup.

## Telepedaggio
Nel 2022, dopo 30 anni di monopolio da parte dell'azienda e relativo dispositivo Telepass, attraverso diverse pratiche burocratiche e leggi dell'Unione europea, Unipol ha dato vita al nuovo dispositivo di telepedaggio UnipolMove. Tale dispositivo ha dato fine al precedente monopolio.

## Museo d'impresa
CUBO - Museo d'impresa del Gruppo Unipol raccoglie l'archivio storico e il patrimonio artistico del gruppo Unipol accumulato negli anni anche con acquisizioni e fusioni societarie. La collezione ha circa tredicimila unità archivistiche del XIX, XX e XXI secolo (documenti, stampe, fotografie e lettere e altri oggetti)  e un centinaio di opere d'arte del Novecento italiano, descritte nel volume Tracce d'identità dell'arte italiana - Opere dal patrimonio del Gruppo Unipol. I pezzi della collezione vengono periodicamente esposti o fatti conoscere attraverso mostre o attività, ad esempio come nella mostra su Alberto Burri del 2023. CUBO ha due spazi a Bologna: in quello di Porta Europa ci sono spazi, all'interno ed esterno per eventi e incontri e per la consultazione dell'archivio storico e per le simulazioni dei moduli formativi sull'educazione stradale; in quello nella Torre Unipol, creato nel 2021, vi sono altri spazi per eventi e incontri, con postazioni multimediali che permettono di interagire per conoscere e aumentare la consapevolezza dei rischi nella vita quotidiana. Altri artisti che hanno esposto negli spazi di CUBO sono Davide Quayola e Maurizio Bottarelli.